# Harmony Corruption
Harmony Corruption – trzeci album grupy death metalowej Napalm Death wydany w 1990 roku przez wytwórnię Earache Records. Utwory z albumu Mentally Murdered EP zostały dodane do tego albumu. To pierwszy album z nowym wokalistą – Markiem "Barneyem" Greenwayem.

## Lista utworów
1. "Vision Conquest" – 2:42
2. "If the Truth Be Known" – 4:12
3. "Inner Incineration" – 2:57
4. "Malicious Intent" – 3:26
5. "Unfit Earth" – 5:03
6. "Circle of Hypocrisy" – 3:15
7. "The Chains that Bind Us" – 4:08
8. "Mind Snare" – 3:42
9. "Extremity Retained" – 2:01
10. "Suffer the Children" – 4:21
11. "Hiding Behind" – 5:15 (utwór dodatkowy)
12. "Rise Above" – 2:42 (Mentally Murdered EP)
13. "The Missing Link" – 2:17 (Mentally Murdered EP)
14. "Mentally Murdered" – 2:11 (Mentally Murdered EP)
15. "Walls of Confinement" – 2:56 (Mentally Murdered EP)
16. "Cause and Effect" – 1:26 (Mentally Murdered EP)
17. "No Mental Effort" – 4:08 (Mentally Murdered EP)

## Twórcy
- Mark "Barney" Greenway – wokal
- Shane Embury – gitara basowa
- Mitch Harris – gitara
- Jesse Pintado – gitara
- Mick Harris – perkusja
- John Tardy – wokal w utworze "Unfit Earth"
- Glen Benton – wokal w utworze "Unfit Earth"
- Bill Steer – gitara na utworach 12-17
- Lee Dorian – wokal na utworach 12-17